# Ronde van Lombardije 2011
De 105e editie van de Ronde van Lombardije werd verreden op 15 oktober 2011. Deze race was de laatste wedstrijd voor de UCI Wereldranglijst 2011 en de laatste van het wielerseizoen 2011. De finish werd gewijzigd ten opzichte van voorgaande jaren. De aankomst was in tegenstelling tot de voorbije jaren niet in Como, maar in Lecco. Lecco is gelegen ten zuiden van het Comomeer.

## Deelnemende ploegen
Alle 18 UCI World Tour-ploegen namen deel. Daarnaast kregen nog zeven andere teams een wildcard voor deze klassieker.
| 18 UCI World Tour-ploegen | 18 UCI World Tour-ploegen | 18 UCI World Tour-ploegen | 6 wildcards               |
| ------------------------- | ------------------------- | ------------------------- | ------------------------- |
| AG2R-La Mondiale          | Team Katjoesja            | Quick Step                | Française des Jeux        |
| Pro Team Astana           | Lampre-ISD                | Rabobank                  | Team Europcar             |
| BMC Racing Team           | Team Leopard-Trek         | Team RadioShack           | Geox-TMC                  |
| Euskaltel-Euskadi         | Liquigas-Cannondale       | Saxo Bank-Sungard         | Farnese Vini-Neri Sottoli |
| Team Garmin-Cervélo       | Team Movistar             | Sky ProCycling            | Colnago-CSF Inox          |
| Team HTC-High Road        | Omega Pharma-Lotto        | Vacansoleil-DCM           | Acqua & Sapone            |

## Uitslag
| Ronde van Lombardije 2011 (241 km) |                    |                           |          |
| Plaats                             | Naam               | Ploeg                     | Tijd     |
| Winnaar                            | Oliver Zaugg       | Team Leopard-Trek         | 6u20'02" |
| 2                                  | Daniel Martin      | Team Garmin-Cervélo       | + 8"     |
| 3                                  | Joaquim Rodriguez  | Katjoesja                 | z.t      |
| 4                                  | Ivan Basso         | Liquigas-Cannondale       | z.t      |
| 5                                  | Przemysław Niemiec | Lampre-ISD                | z.t      |
| 6                                  | Domenico Pozzovivo | Colnago-CSF Inox          | z.t      |
| 7                                  | Giovanni Visconti  | Farnese Vini-Neri Sottoli | + 16"    |
| 8                                  | Philippe Gilbert   | Omega Pharma-Lotto        | z.t      |
| 9                                  | Carlos Betancurt   | Acqua & Sapone            | z.t      |
| 10                                 | Riccardo Chiarini  | Androni Giocattoli        | z.t      |
|                                    |                    |                           |          |
| 29                                 | Steven Kruijswijk  | Rabobank                  | + 1' 15" |